# John Powell (Diskuswerfer)
John Gates Powell (* 25. Juni 1947 in San Francisco; † 18. August 2022 in Las Vegas) war ein US-amerikanischer Leichtathlet.

## Leben
John Powell studierte an der San José State University und arbeitete danach beim San Jose Police Department. Nach sieben Jahren verließ er die Polizei um sich auf seine Leichtathletikkarriere zu konzentrieren.
Bei den Olympischen Spielen 1972 in München wurde er mit einer Weite von 62,82 m im Diskuswurf Vierter. Drei Jahre später stellte Powell mit 69,08 m einen Weltrekord im Diskuswurf auf und wurde mit 62,36 m Sieger bei den Panamerikanischen Spielen. Es folgten Olympiabronze in Montreal 1976 und in Los Angeles 1984. Darüber hinaus wurde er 1987 Vizeweltmeister.
Auf nationaler Ebene wurde John Powell siebenfacher US-Meister im Diskuswurf: 1974, 1975, 1983, 1984, 1985, 1986 und 1987.